# Canada's Drag Race: Canada vs The World
Canada’s Drag Race: Canada vs The World est une émission de téléréalité de compétition canadienne dérivée de RuPaul's Drag Race et produite par World of Wonder, dans laquelle d'anciennes candidates des différentes versions de la franchise Drag Race sont invitées afin de concourir dans le but de gagner leur place dans le Drag Race Hall of Fame.

## Format
Dans l'ensemble, le format d'émission de Canada’s Drag Race: Canada vs The World est similaire à celui de RuPaul's Drag Race — chaque épisode est consisté d'un mini challenge, où la gagnante peut éventuellement gagner un avantage pour le maxi challenge ; d'un maxi challenge, déterminant les candidates en danger d'élimination ; et d'un lip-sync, déterminant la candidate éliminée. Toutefois, le format d'élimination des candidates a été modifié : le format d'élimination inclut pour les candidates la capacité de s'éliminer entre elles. Le lip-sync des candidates devient un lip sync for your legacy entre les deux meilleures candidates de l'épisode, qui choisissent juste avant le lip-sync une candidate à éliminer parmi celles en danger d'élimination. La gagnante du lip-sync reçoit le pouvoir d'éliminer l'une des candidates en danger. La perdante est sauve et conserve sa place dans la compétition.

## Juges deCanada’s Drag Race: Canada vs The World
Après le défi et le défilé de la semaine, les candidates font face à un panel de jurés afin d'entendre les critiques de leur performance. Le jugement se compose de deux parties ; une première partie avec les meilleures et pires candidates de la semaine sur le podium et une deuxième partie de délibérations entre les juges en l'absence de toutes les candidates.
| Juge              | Saison     | Saison     |
| Juge              | 1          | 2          |
| ----------------- | ---------- | ---------- |
| Brooke Lynn Hytes | Principale | Principale |
| Brad Goreski      | Principale | Principale |
| Traci Melchor     | Principal  | Principal  |

### Juges invités
Des personnalités sont souvent invitées dans le panel des jurés. Leur présence peut avoir un rapport avec le thème du défi de la semaine ou avec la chanson prévue pour le lip-sync de l'épisode.
Saison 1
- Anjulie, chanteuse canadienne ;
- Priyanka, drag queen canadienne ;
- Sarain Fox, activiste canadienne ;
- Hollywood Jade, danseur et chorégraphe canadien ;
- Jeanne Beker, personnalité télévisée canadienne ;
- Gary Jannetti, acteur canadien ;
- Joe Zee, styliste canadien ;
- Monét X Change, drag queen américaine.

### Lip-syncs
Dans l'ensemble, le format d'émission de RuPaul's Drag Race All Stars est similaire à celui de RuPaul's Drag Race — chaque épisode est consisté d'un mini challenge, où la gagnante peut éventuellement gagner un avantage pour le maxi challenge ; d'un maxi challenge, déterminant les candidates en danger d'élimination ; et d'un lip-sync, déterminant la candidate éliminée.
Le format d'élimination inclut pour les candidates la capacité de s'éliminer entre elles. Le lip-sync des candidates devient un lip sync for the world entre les deux meilleures candidates de l'épisode, qui choisissent avant le lip-sync une candidate à éliminer parmi celles en danger d'élimination. La gagnante du lip-sync reçoit  le pouvoir d'éliminer l'une des candidates en danger. La perdante est sauve et conserve sa place dans la compétition.

## Récompenses
Chaque saison, la gagnante de l'émission reçoit une sélection de récompenses.
Saison 1
- 100 000 dollars.

## Nations participantes
| Nation                                                  | Nation                     | Saison | Saison |
| Nation                                                  | Nation                     | 1      | 2      |
| ------------------------------------------------------- | -------------------------- | ------ | ------ |
| Drapeau de l'Allemagne                                  | Allemagne                  |        |        |
| Drapeau de l'Australie · Drapeau de la Nouvelle-Zélande | Australie/Nouvelle-Zélande | ✓      |        |
| Drapeau de la Belgique                                  | Belgique                   |        |        |
| Drapeau du Brésil                                       | Brésil                     |        |        |
| Drapeau du Canada                                       | Canada                     | ✓      | ✓      |
| Drapeau du Chili                                        | Chili                      |        |        |
| Drapeau de l'Espagne                                    | Espagne                    |        |        |
| Drapeau des États-Unis                                  | États-Unis                 | ✓      | ✓      |
| Drapeau de la France                                    | France                     |        | ✓      |
| Drapeau de l'Italie                                     | Italie                     |        |        |
| Drapeau du Mexique                                      | Mexique                    |        |        |
| Drapeau des Pays-Bas                                    | Pays-Bas                   |        |        |
| Drapeau des Philippines                                 | Philippines                |        |        |
| Drapeau du Royaume-Uni                                  | Royaume-Uni                | ✓      | ✓      |
| Drapeau de la Suède                                     | Suède                      |        |        |
| Drapeau de la Thaïlande                                 | Thaïlande                  |        |        |

 La nation a été représentée.

## Résumé des saisons
| Saison | Date de première diffusion | Date de dernière diffusion | Nations participantes                                                                     | Gagnante      | Seconde(s)           | Récompenses       |
| ------ | -------------------------- | -------------------------- | ----------------------------------------------------------------------------------------- | ------------- | -------------------- | ----------------- |
| 1      | 18 novembre 2022           | 23 décembre 2022           | Canada's Drag Race RuPaul's Drag Race RuPaul's Drag Race Down Under RuPaul's Drag Race UK | Ra'Jah O'Hara | Silky Nutmeg Ganache | - 100 000 dollars |
| 2      | 19 juillet 2024            | 24 août 2024               | Canada's Drag Race Drag Race France RuPaul's Drag Race RuPaul's Drag Race UK              | Lemon         | Alexis Mateo         | - 100 000 dollars |

### Galerie des gagnantes

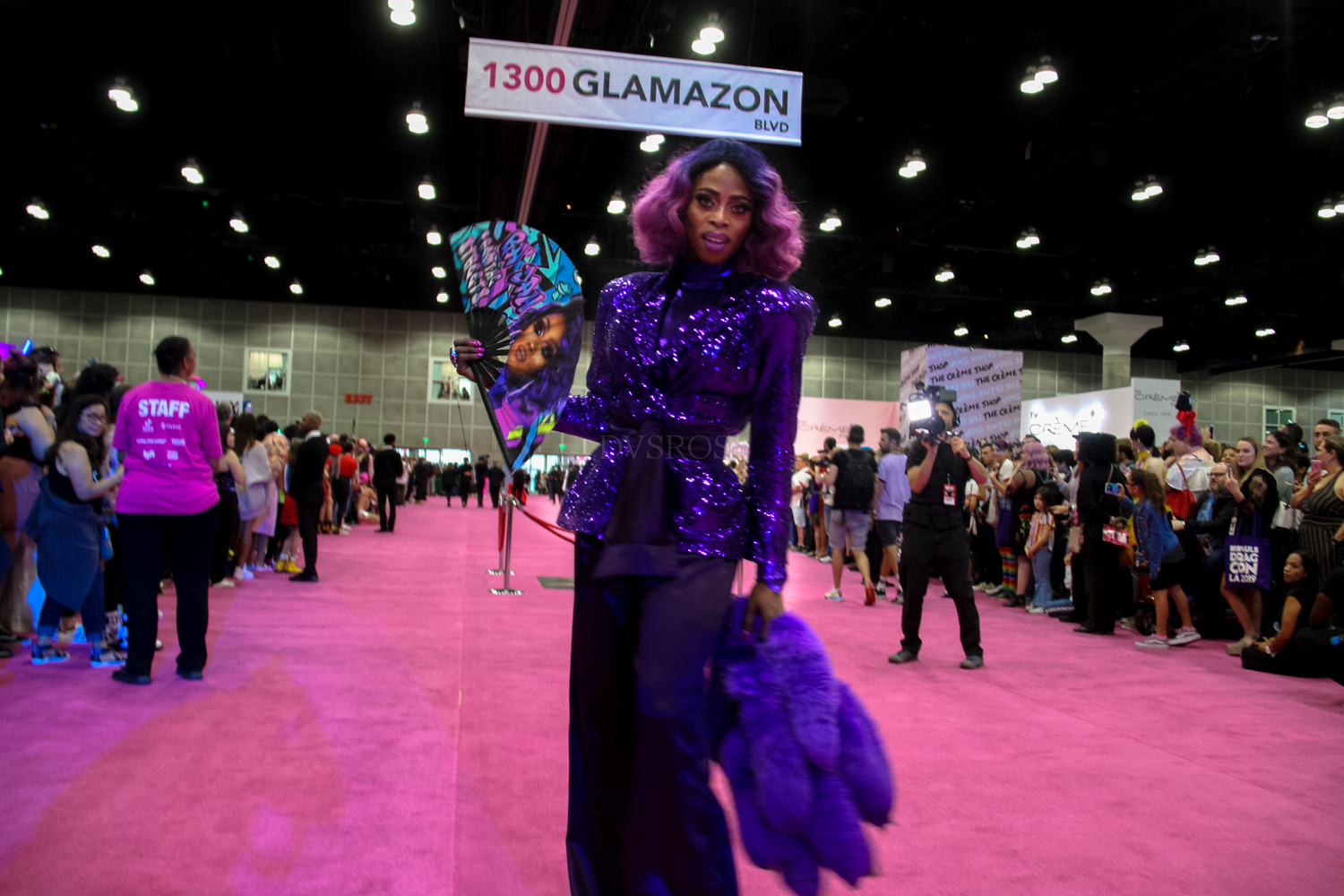
Ra'Jah O'Hara, gagnante de la première saison.

### Progression des candidates
|                    | Saison 1                 | Saison 2                 |
| ------------------ | ------------------------ | ------------------------ |
| Première diffusion | 18 novembre 2022         | 19 juillet 2024          |
| Épisodes           | 6                        | 6                        |
|                    |                          |                          |
| Gagnante           | Ra'Jah O'Hara            | Lemon                    |
| Seconde(s)         | Silky Nutmeg Ganache     | Alexis Mateo             |
| 3e place           | Rita Baga Victoria Scone | Cheryl Kennedy Davenport |
| 4e place           | Rita Baga Victoria Scone | Cheryl Kennedy Davenport |
| 5e place           | Vanity Milan             | Miss Fiercalicious       |
| 6e place           | Icesis Couture           | Eureka!                  |
| 7e place           | Anita Wigl'it            | Tynomi Banks             |
| 8e place           | Stephanie Prince         | Le Fil                   |
| 9e place           | Kendall Gender           | La Kahena                |

 La candidate a abandonné la compétition.
 La candidate a été élue Miss Sympathie.

## Saison 1 (2022)
La première saison de Canada’s Drag Race: Canada vs The World est diffusée à partir du 18 novembre 2022 sur Crave. Le casting est composé de neuf candidates. Les juges principaux sont Brooke Lynn Hytes, Brad Goreski et Traci Melchor.
La gagnante de la première saison de Canada’s Drag Race: Canada vs the World est Ra'Jah O'Hara, avec Silky Nutmeg Ganache comme seconde.